# Dampierre-sur-Linotte
Dampierre-sur-Linotte är en kommun i departementet Haute-Saône i regionen Bourgogne-Franche-Comté i östra Frankrike. Kommunen ligger i kantonen Montbozon som tillhör arrondissementet Vesoul. År 2022 hade Dampierre-sur-Linotte 766 invånare.

## Befolkningsutveckling
Antalet invånare i kommunen Dampierre-sur-Linotte
| Referens: INSEE |